# Notiodrassus distinctus
Espèce
Notiodrassus distinctus est une espèce d'araignées aranéomorphes de la famille des Gnaphosidae.

## Distribution
Cette espèce est endémique de Nouvelle-Zélande.

## Publication originale
- Bryant, 1935 : Some new and little known species of New Zealand spiders. Records of ihe Canterbury Museum, vol. 4, p. 71-94.